# 아모리 (키프로스)

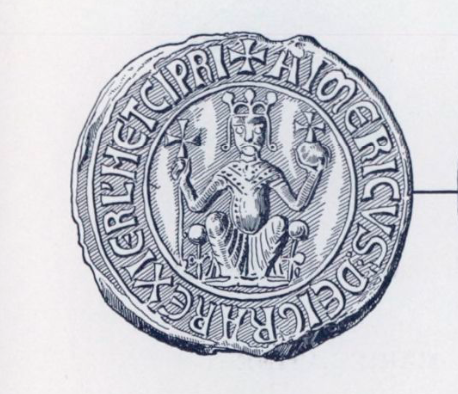

아모리(프랑스어: Amaury, 그리스어: Αμωρί)는 키프로스 왕국의 왕이다. 예루살렘 왕국의 명예왕으로서는 아모리 2세(Amaury II)로 불린다. 키프로스의 영주이자 동생 기 드 뤼지냥이 후사없이 사망하여 키프로스 영지를 물려받고 2년뒤 키프로스왕이 되었다. 자식은 이블랭 출신 첫째 부인 사이에서 부르고뉴, 기, 장, 알릭스, 엘비, 위그를 둘째 부인 예루살렘 여왕 이사벨 1세 사이에서 시빌, 멜리장드, 아모리 등을 두었다.